# 118ª Squadriglia
La 118ª Squadriglia del Servizio Aeronautico del Regio Esercito fu operativa dal 10 ottobre 1917 con aerei SAML.

## Storia

### Prima guerra mondiale
La nascita della 118ª Squadriglia è nel settembre 1917 al Centro Formazione Squadriglie del Campo di aviazione di Arcade e diventa operativa il 10 ottobre sui SAML al comando del Capitano osservatore Vincenzo Velardi che dispone di 7 piloti ed altri 8 osservatori.
Il 16 ottobre va all'Aeroporto di Udine-Campoformido nel II Gruppo (poi 2º Gruppo volo) per la 2ª Armata.
Dopo la Battaglia di Caporetto il 27 ottobre ripiega all'Aeroporto di Aviano, in seguito all'Aeroporto di Istrana ed ai primi di novembre all'Aeroporto di Padova nel V Gruppo.
Il 15 novembre il comando passa al Cap. Ottorino Mutti ed il 27 novembre va a Marcon per l'VIII Corpo d'Armata.
Il 19 dicembre gli aerei svolgono missioni di attacco al suolo sul Piave. 
Nel 1917 il reparto ha svolto 52 voli di guerra.
Nel 1918 il comandante interinale Tenente Guido Tirelli dispone di altri 6 piloti e 9 osservatori ed il 14 gennaio rientra Mutti.
Il 27 gennaio ed il 21 febbraio avvengono dei bombardamenti sul campo di Marcon che danneggiano 7 SAML ed il 20 marzo l'unità va ad Istrana nel XIX Gruppo.
Il 23 giugno Mutti che era anche comandante di Gruppo muore per un incidente di volo di un SIA della 24ª Squadriglia ed il comando passa al Cap. Pier Luigi Bardella.
Dal 1º luglio opera per l'8ª Armata con 15 piloti, 10 osservatori e 8 SAML dei quali 2 operativi.
Sempre in luglio cede i SAML alla 115ª Squadriglia passando sui Pomilio PE e PD ed il 23 ottobre il comando va al Cap. Antonio Stefani.
Nel 1918 ha svolto 173 voli di guerra.
Dopo la guerra riceve gli Ansaldo S.V.A. e nel 1919 riceve la 6ª Sezione SVA.
Al 20 aprile 1919 disponeva di 4 SVA.
Alla fine dell'anno torna a Campoformido nel Gruppo da Ricognizione per Artiglieria al comando del Cap. Clemente Giorelli.
Viene sciolta il 20 dicembre 1920.

### Guerra d'Etiopia
La 118ª Squadriglia da ricognizione della Regia Aeronautica viene attivata con 10 IMAM Ro.1 per l’Africa Orientale partendo da Novi Ligure il 19 agosto 1935 nell'ambito della Guerra d'Etiopia. 
Il 20 agosto arriva a Napoli; tra il 29 agosto e il 30 agosto si imbarca per Massaua dove arriva il 7 e l’8 settembre; i collaudi degli aerei rimontati terminano e tra il 18 settembre e il 21 settembre l'unità parte dall’aeroporto di Otumlo (Massaua) per Gura (Eritrea). Dal 3 ottobre la squadriglia partecipa alle operazioni belliche nel Gruppo da RT (ex 1º Gruppo volo) di Mai Edagà (vicino a Decamerè). Dal 1º novembre la squadriglia è alle dipendenze del II Gruppo di Adi Ugri.
Al 15 gennaio 1936 è all'Aeroporto di Axum nel II Gruppo dello Stormo aeroplani da ricognizione tattica.
Vi prestava servizio il Capitano Carlo Romagnoli (pilota).

### Africa Orientale Italiana
Al 1º ottobre 1936 è nel XXIX Gruppo autonomo del Comando settore aeronautico nord di Asmara dell'Africa Orientale Italiana.
Al 1º luglio 1937 è all'Aeroporto di Assab.

### Seconda guerra mondiale
Al 10 giugno 1940 la 118ª Squadriglia Ricognizione con 9 IMAM Ro.37bis all'Aeroporto di Cuneo-Levaldigi nel 69º Gruppo del 19º Stormo Osservazione Aerea a supporto della 1ª Armata (Regio Esercito) nell'Aviazione Ausiliaria per l'Esercito al comando del Cap. Ugo Chiaranti e opera in ASI dall'Ottobre 1941 all'Agosto 1942 con i Caproni Ca 311
All'inizio del 1943 riceve i Caproni Ca.314 quando era nel 69º Gruppo O.A..a Capodichino, all'8/9 si trovava a Pontecagnano